# Monique Villa
 (février 2015).
Pour les articles homonymes, voir Villa (homonymie).
Monique Villa est la directrice générale (CEO) de la Fondation Thomson Reuters et a créé les programmes TrustLaw et Trust Conference, ainsi que le prix Stop Slavery Award. Elle est classée parmi les 100 personnalités les plus influentes dans l'éthique des affaires par l'Institut Ethisphere,.

## Jeunesse et études
Monique Villa est née à Paris. Elle est diplômée du Centre de Formation des Journalistes de Paris.

## Agence France-Presse
Monique Villa a passé la première partie de sa carrière à l'Agence France-Presse (AFP) où elle a été journaliste. Elle a travaillé à Paris, Rome et Londres. Elle a été directrice du bureau de Londres de 1991 à 1996. Elle a ensuite été nommée directrice de la stratégie, du développement et des partenariats de l'AFP.

## Reuters
Entre 2001 et 2008, Monique Villa est directrice générale de Reuters Media et présidente de Action Images. 

## Fondation Thomson Reuters
En 2008, elle est nommée Directrice Générale de la Fondation Thomson Reuters. La Fondation Thomson Reuters vise à utiliser l'expertise de l'entreprise Thomson Reuters au profit de causes telles que la liberté de la presse et la défense des droits humains.
Sous sa direction, la Fondation Thomson Reuters a lancé le programme TrustLaw qui met en relation des ONG et des entreprises sociales qui ont besoin d'assistance légale avec des cabinets d'avocats prêts à les aider bénévolement,.
Monique Villa a également lancé Trust Women, renommé Trust Conference, une conférence internationale pour les droits de l'homme. Elle est notamment engagée contre l'esclavage moderne, et a été reconnue par de nombreux prix internationaux, et articles médiatiques pour ses contributions dans ce domaine,,. 
Villa  s'exprime régulièrement sur le sujet de l'esclavage moderne, publiant des tribunes,,, et apparaissant dans les médias,,.